# Erik Holmén
Erik Holmén (* 14. února 1893 ve Stockholmu – 29. května 1963) byl švédský fotograf . Od roku 1917 byl zaměstnán jako fotograf v Nordiska Kompaniet. Fotografie, které Holmén pro tuto společnost pořídil jsou dnes (2020) uloženy v archivech Severského muzea .

## Životopis
Erik Holmén se začal věnovat fotografii v roce 1906 jako asistent v mezinárodní tiskové fotografické agentuře Antona Blomberga. V roce 1916 založil vlastní firmu a fotografoval kromě jiného pro noviny Idun a Veckojournalen. Měl studio na Regeringsgatan 11 a později na Regeringsgatan 61 a 80. První úkol pro společnost Nordiska Kompaniet provedl v oddělení starožitností a později přišel fotografovat velké části akcí, kampaní a zboží obchodního domu, které se v něm prodávalo. Holménovy fotografie tvoří významnou část obrazového archivu Nordiska Kompaniet a sestávají hlavně z černobílých snímků pořízených v období 1925-1961. V roce 1951 se stal oficiálním dvorním fotografem.
Kromě velkého počtu fotografií v archivech Severského muzea je Holmén zastoupena také v Muzeu moderního umění, Národní hudební radě a v archivech Národního památkového fondu.

## Galerie
Nordiska Kompaniet

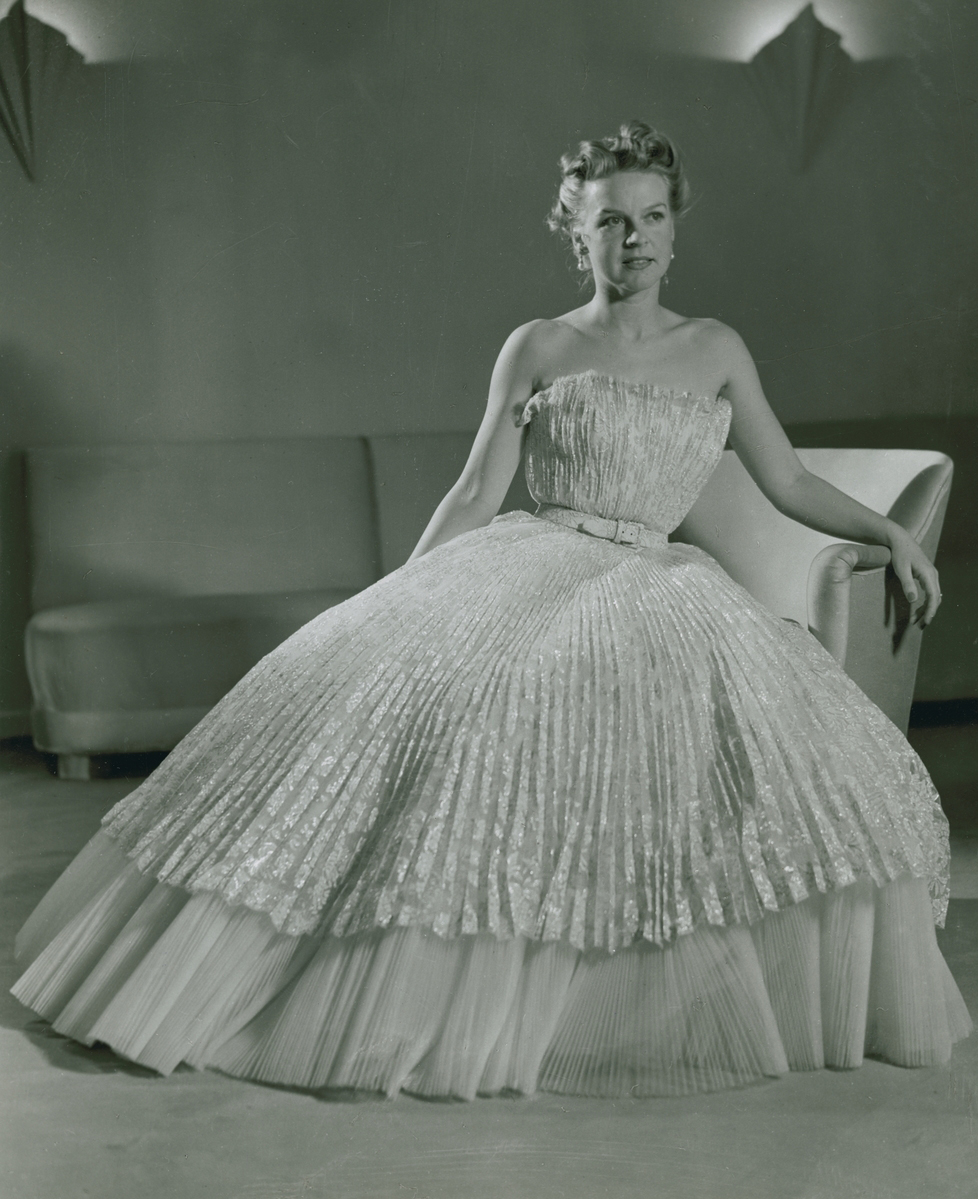
Baronka Palmstierna v kotníku, plisované večerní šaty od Christian Dior.
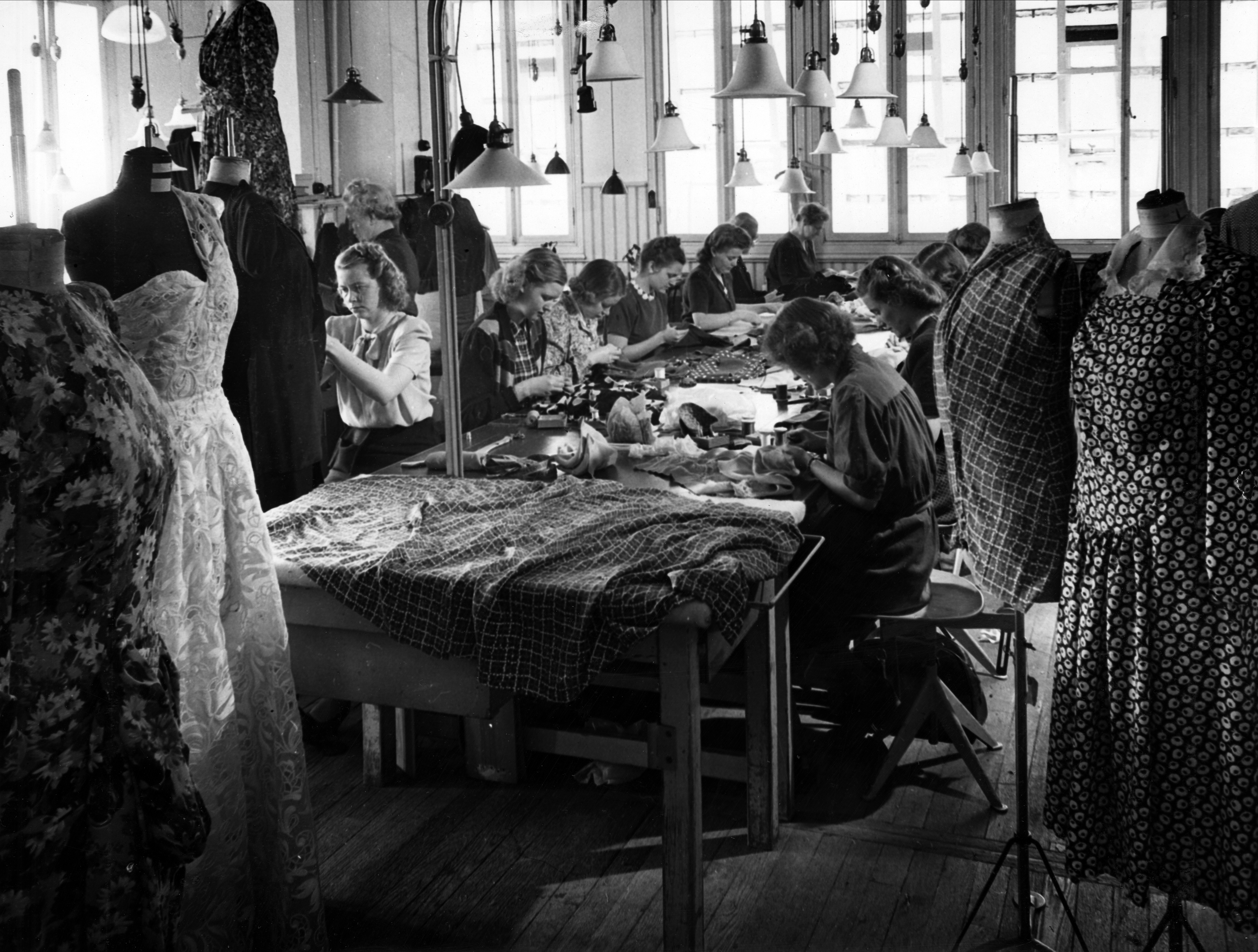
Interiér z francouzského dámského krejčovství v Nordiska Kompaniet. Švadleny v práci.
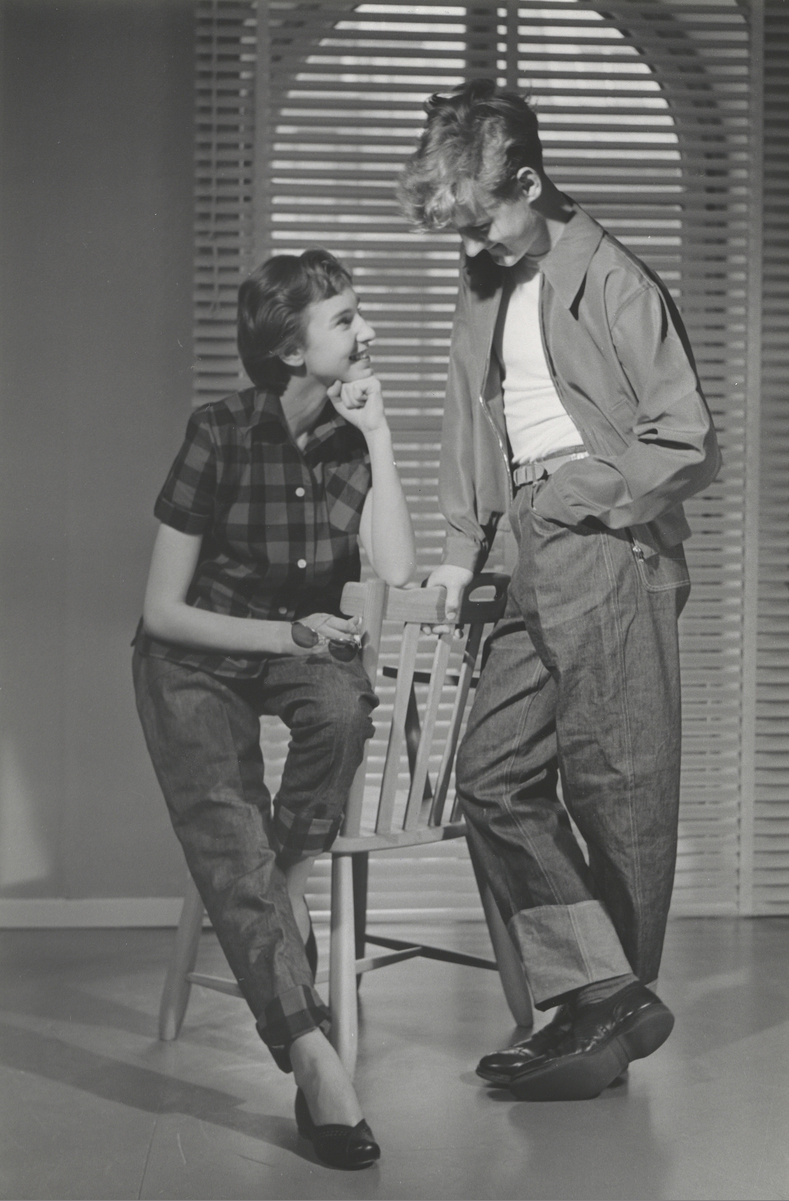
Dospívající móda. Dívka v kostkované košili a džínách od Melky.
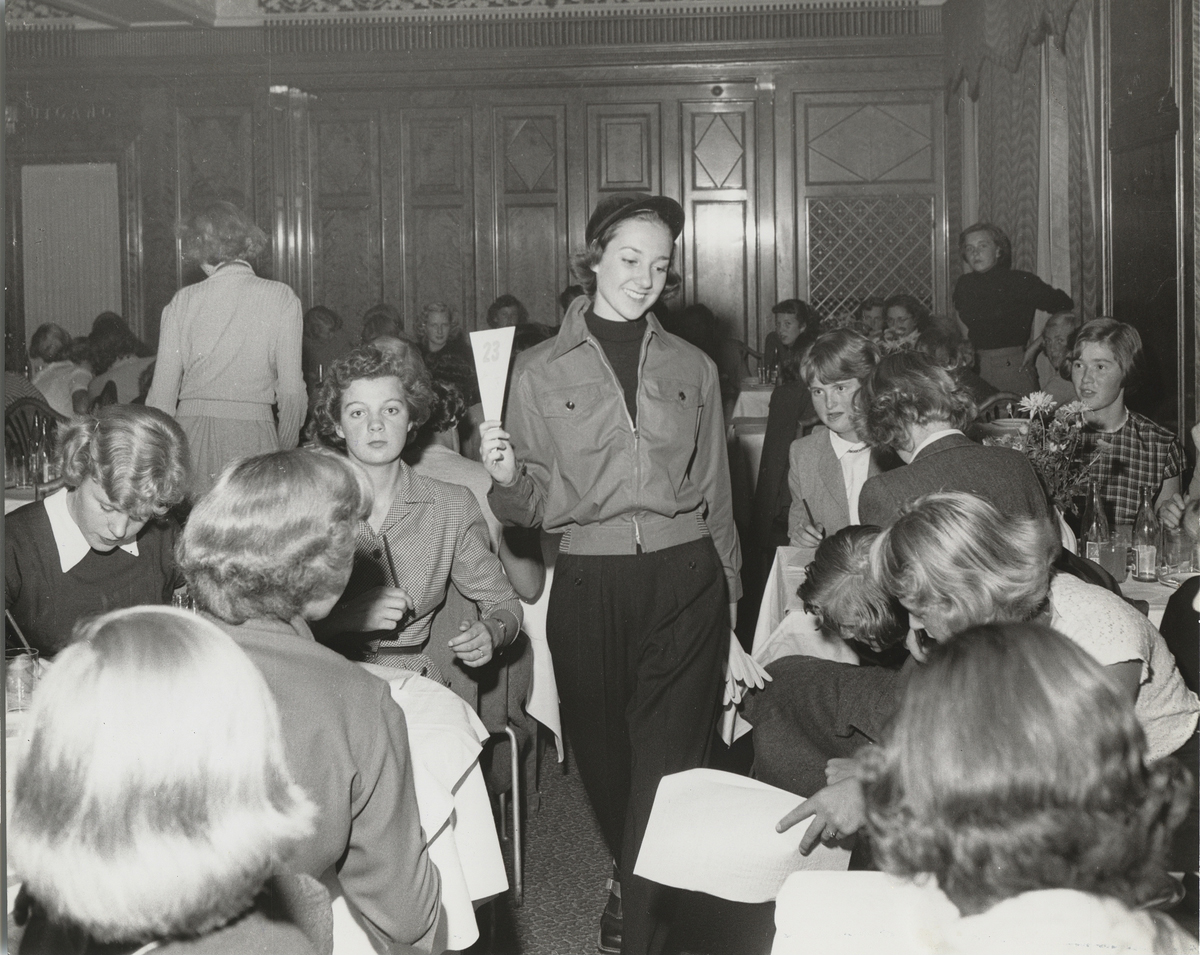
Móda pro dospívající 1950. Žena v krátké lehké dřevařské bundě se zipem.
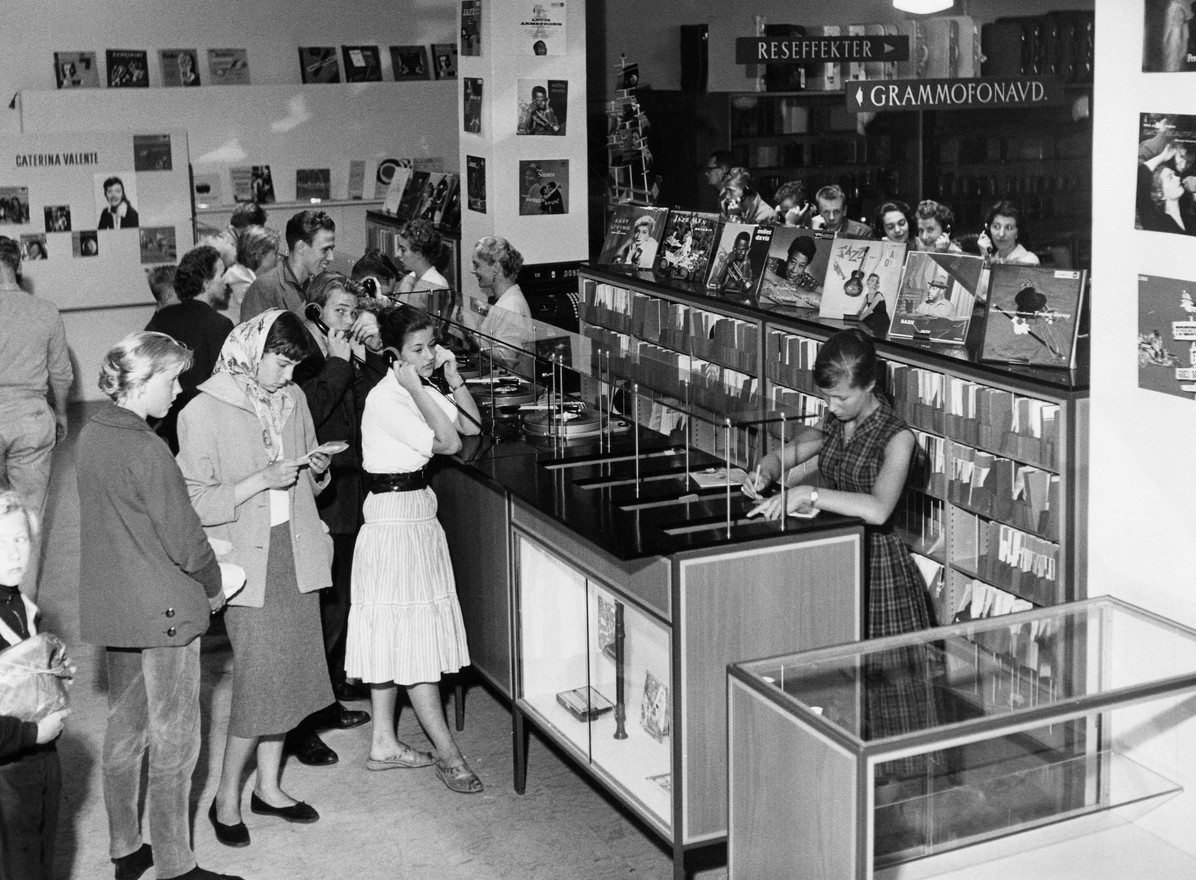
Nové gramofonové oddělení v roce 1957, Nordiska Kompaniet.
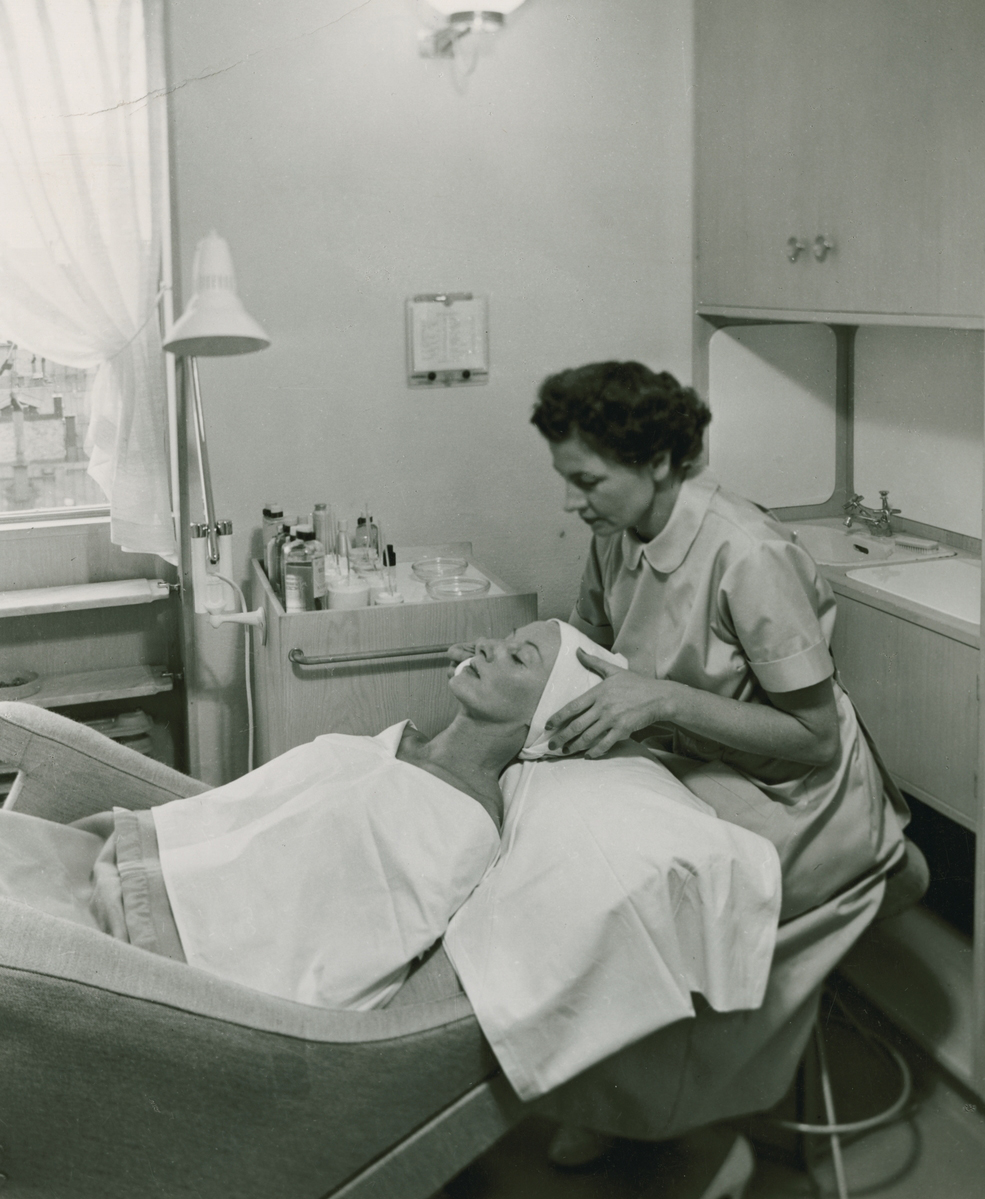
Péče o krásu.
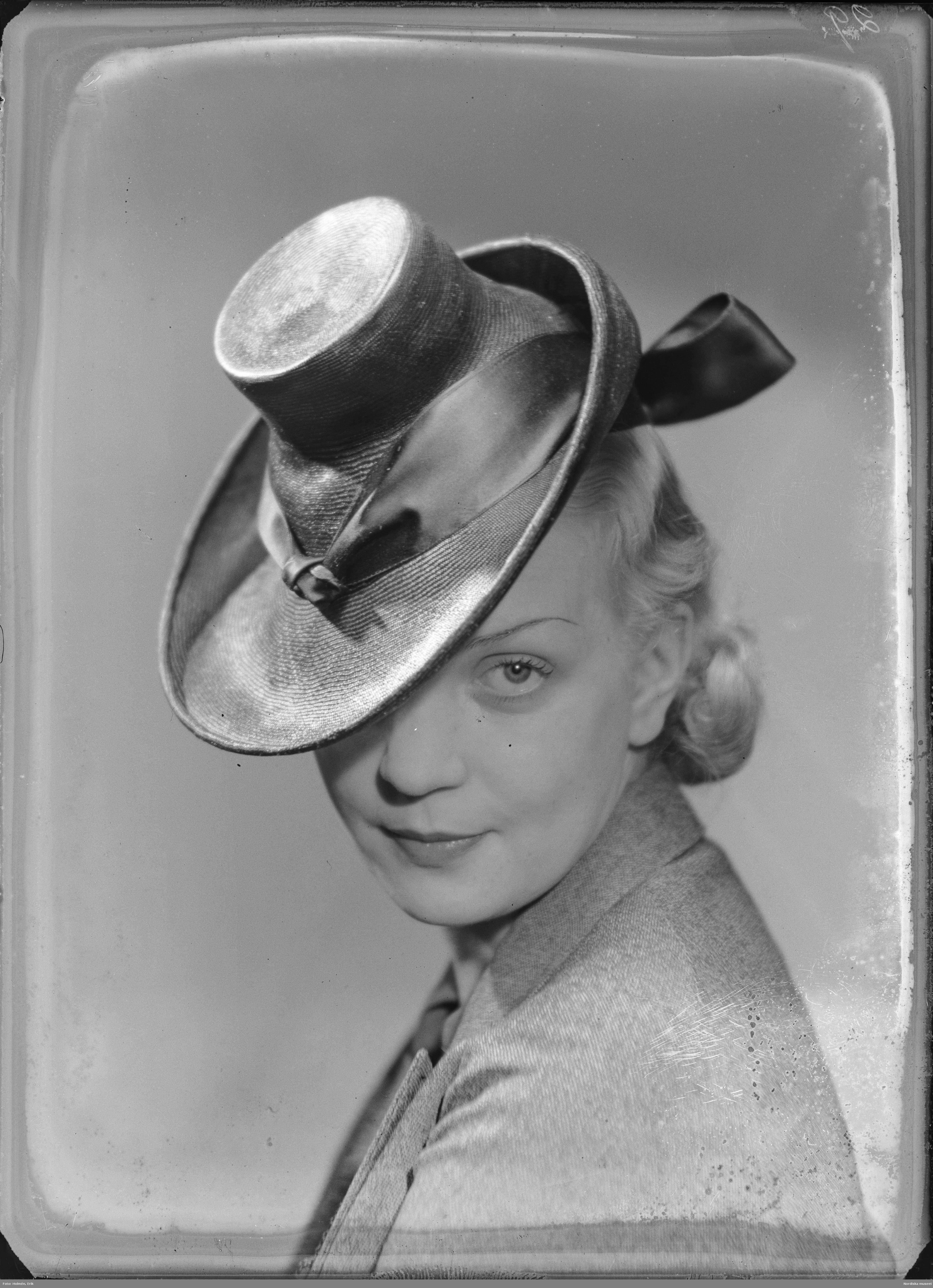
Damhatt - Nordiska museet
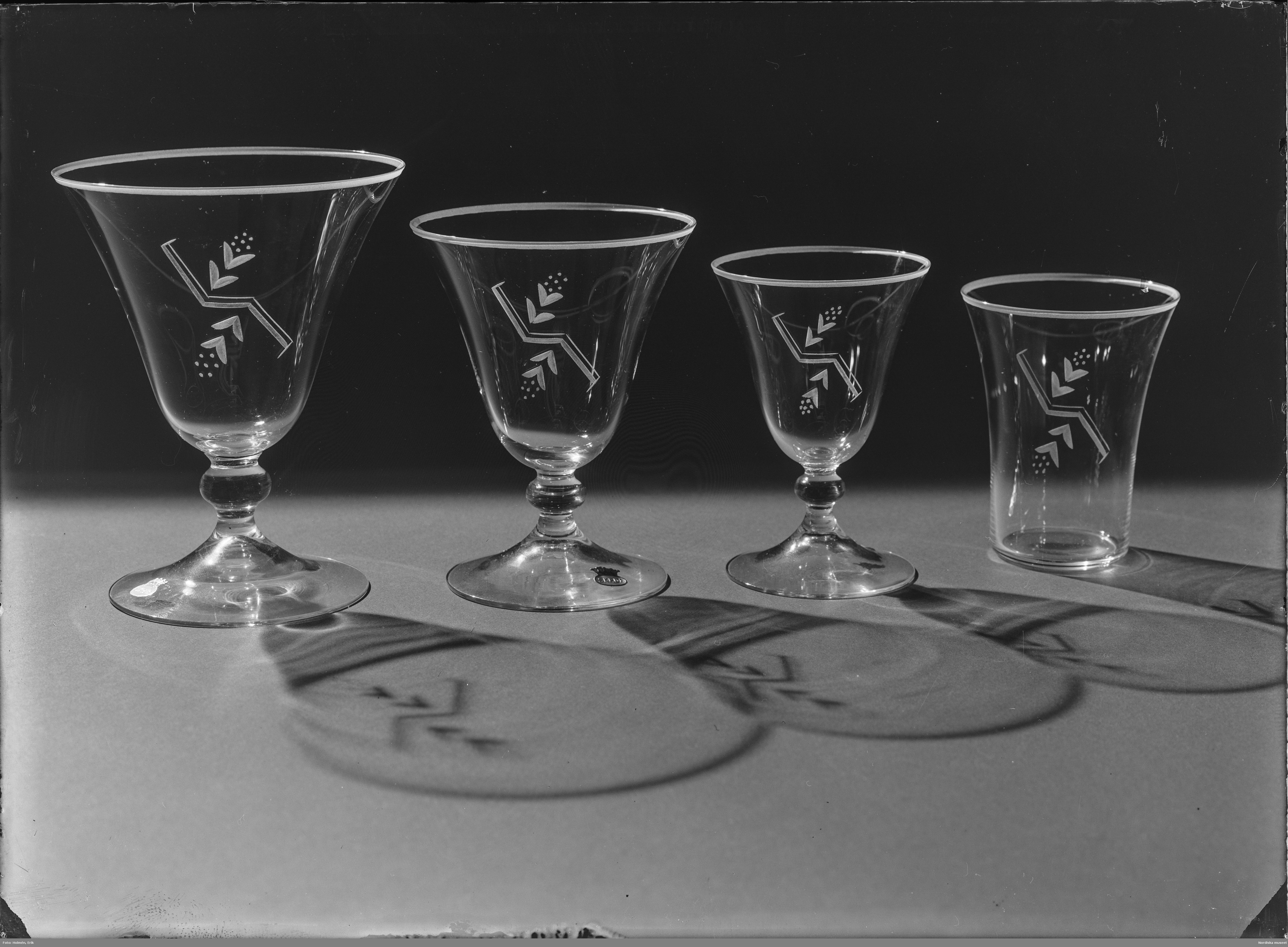
Glas (Skrufs glasbruk) - Nordiska museet
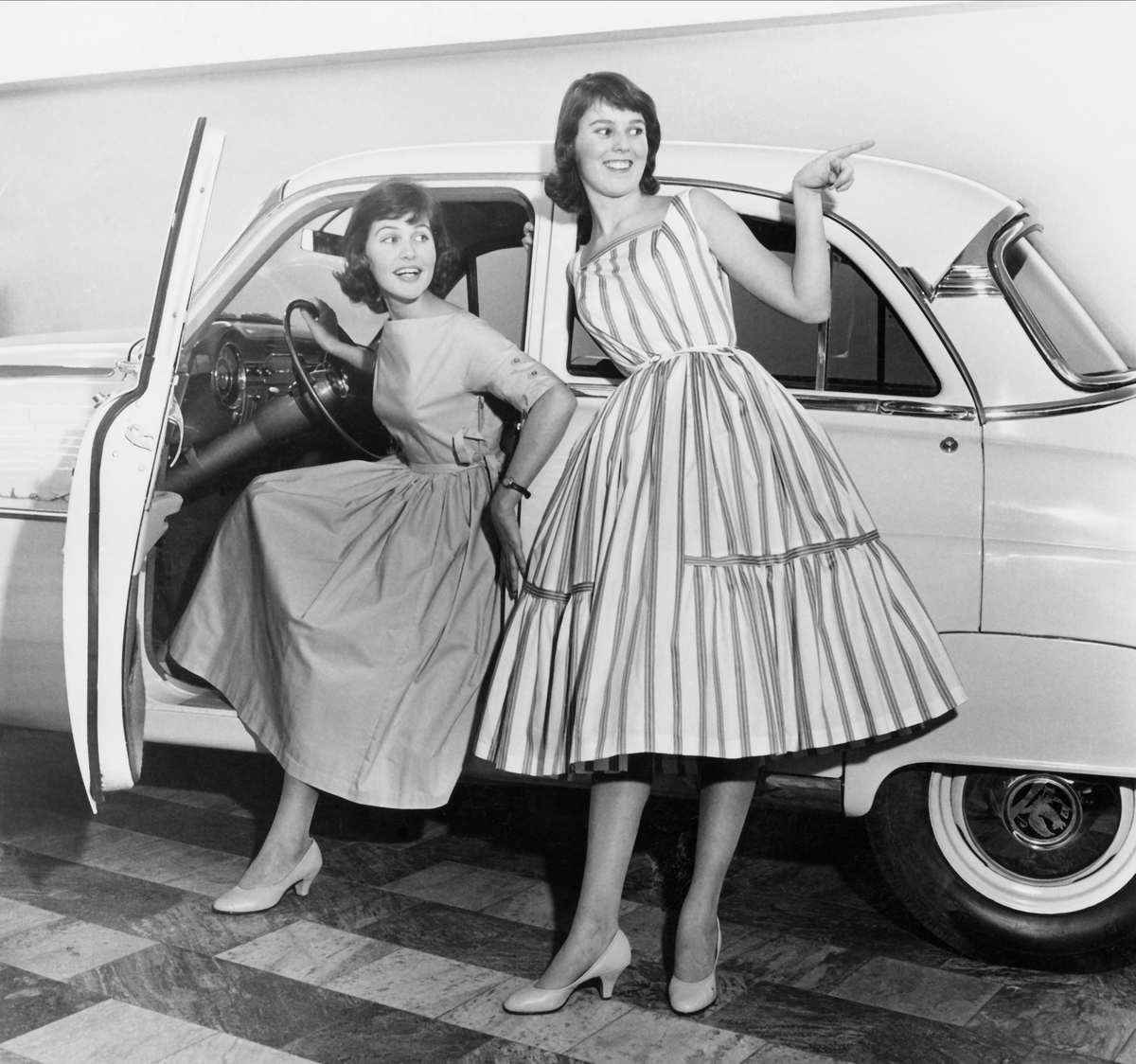
Tonårsmode, Nordiska Kompaniet. Två modeller i klänningar vid bil - Nordiska museet